# Assens (Vaud)
Pour les articles homonymes, voir Assens.
Assens est une commune suisse du canton de Vaud, située dans le district du Gros-de-Vaud. Elle regroupe les localités de Bioley-Orjulaz, Malapalud et Assens.

## Géographie
Le territoire d'Assens s'étend sur 5,35 km2. Lors du relevé de 2013-2018, les surfaces d'habitations et d'infrastructures représentaient 9,7 % de sa superficie, les surfaces agricoles 79,4 %, les surfaces boisées 10,7 % et les surfaces improductives 0,2 %.

### Géographie naturelle
Le territoire communal se trouve sur le plateau suisse, dans la région vallonnée du Gros-de-Vaud. Il s'étend des plaines agricoles traversées par le Mortigue à l'est jusqu'à la forêt du bois des Allemands qui, avec 692 mètres d'altitude, est le point culminant de la commune. À l'est, la frontière communale est marquée par le ruisseau du Valley. Au sud et à l'ouest, la limite communale avec Étagnières puis Bioley-Orjulaz est marquée par le Bullet.	
La commune compte également plusieurs exploitations agricoles dispersées.	

### Géographie administrative

#### Localités
La commune comprend les villages d'Assens, de Bioley-Orjulaz et de Malapalud.

#### Communes limitrophes
La commune a des frontières communes avec Bioley-Orjulaz, Bottens, Bretigny-sur-Morrens, Échallens, Étagnières, Morrens et Saint-Barthélemy.	

### Transports

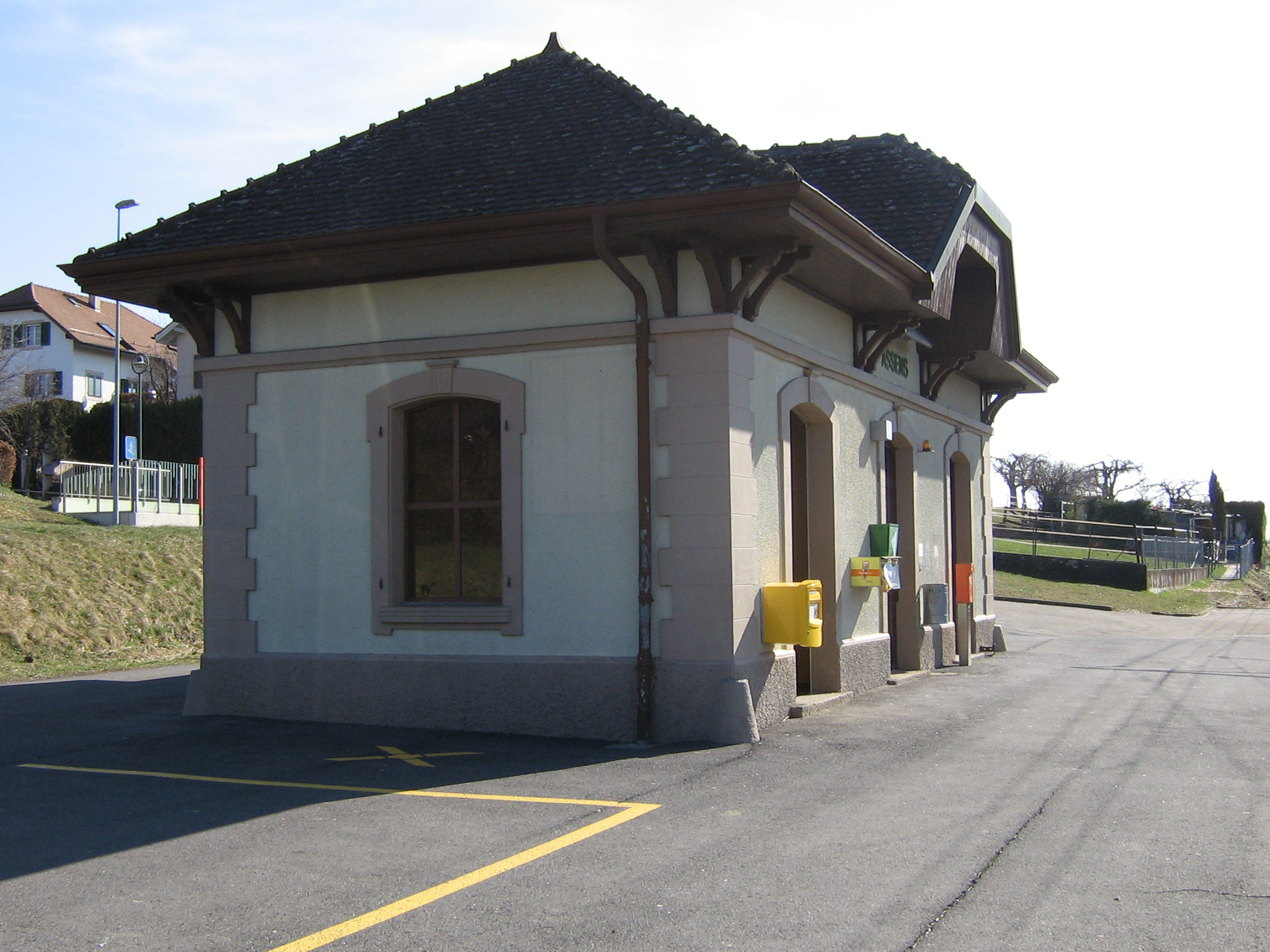
La gare d'Assens.

Au niveau des transports en commun, Assens fait partie de la communauté tarifaire vaudoise Mobilis. La commune est desservie par la ligne de train régionale du chemin de fer Lausanne-Échallens-Bercher qui s'arrête à la gare d'Assens. Le village est aussi desservi par les bus sur appel Publicar, qui sont un service de CarPostal.

## Toponymie
Le nom d'Assens serait d'origine romaine. On trouve le nom d’Astlegus en 1002. le nom changea a maintes reprises : Ascens (en 1228), Astyens (en 1238), Astiens (en 1291) et pour finir Assens .

## Histoire

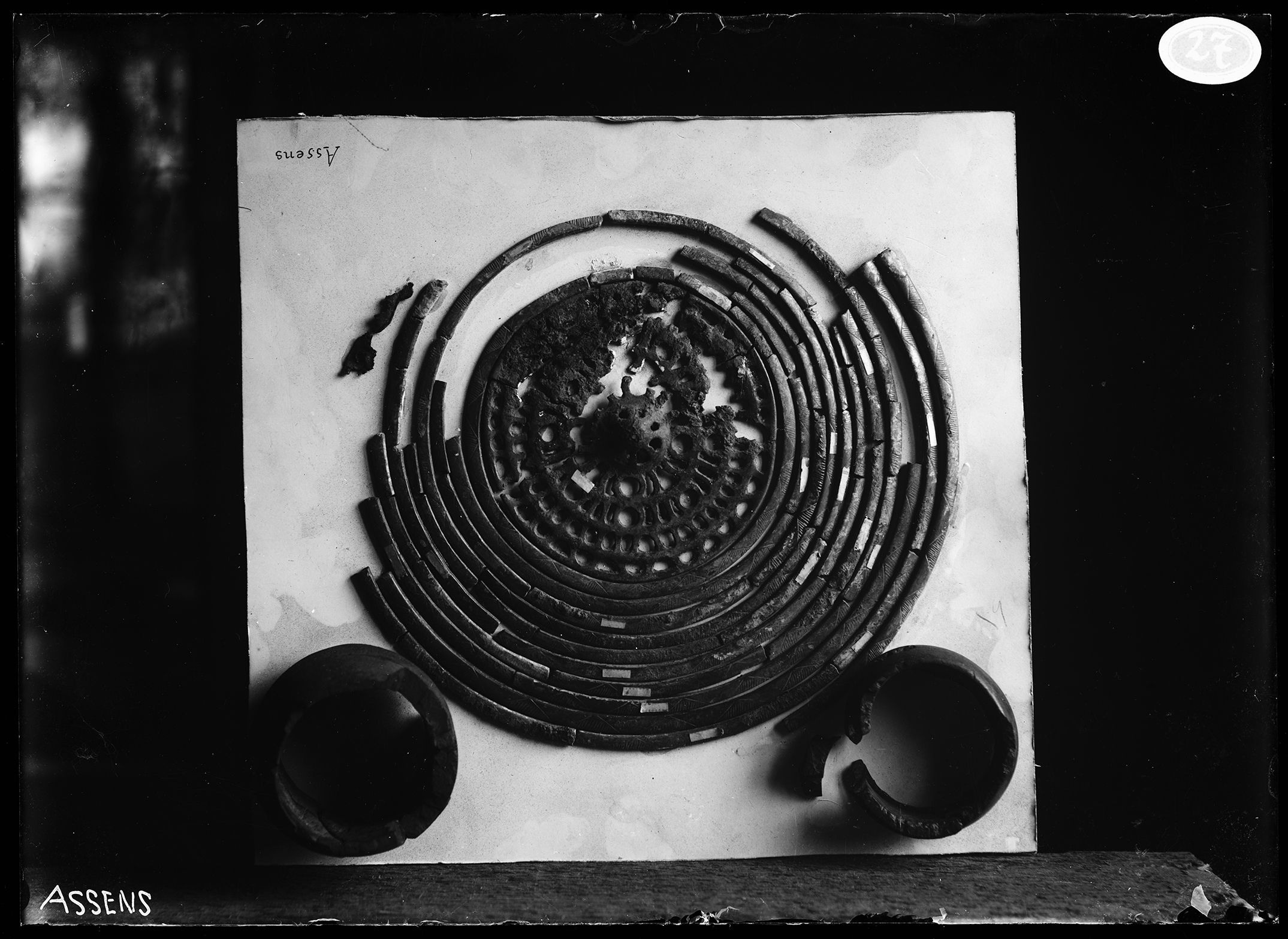
Assens, tumulus trouvailles archéologiques, 1901

Un tumulus datant de La Tène et une nécropole du Haut Moyen Âge détruite en 1881 se trouvaient sur le territoire de la commune. Le site a livré des objets métalliques remarquables, illustrés en 1901 par un photographe anonyme.
- Moyen Âge : Assens appartenait à plusieurs seigneurs ;
- De 1476 à 1798 : Assens fait partie du bailliage d'Orbe-Échallens ;
- De 1798 à 2007 : Assens fait partie du district d'Échallens ;
- Depuis le 1er janvier 2008 : Assens fait partie du district du Gros-de-Vaud.
- XVIIIe siècle : Le village d'Assens est régi par un conseil composé de six catholiques et six protestants ;
- 1228 : création d'une paroisse catholique (de la collation de l'abbaye d'Abondance (dès 1453 au moins)) et construction d'une église catholique ;
- 1585 : établissement du premier pasteur protestant (la Réforme s'installa difficilement à Assens), la paroisse devint mixte et l'église servit aux deux communautés ;
- 1845 : construction d'une deuxième église pour les catholiques, la première église devient protestante ;
- 1874 : ouverture de la ligne de chemin de fer Lausanne-Echallens-Bercher ;
- Le 1er janvier 2009, la commune d'Assens absorbe la commune de Malapalud (0,83 km2, 93 habitants).
- Le 1er juillet 2021, la commune d'Assens fusionne avec la commune de Bioley-Orjulaz (3,11 km2, 516 habitants).

### Nature
- Tumulus situé dans le bois des Allemands. (biens culturels d'importance régionale) [8].
- Les nombreuses forêts d'Assens permettent de s'adonner à la randonnée en suivant des itinéraires pédestres comme le sentier du Talent, long de 10 km et qui longe la rivière éponyme.
- Le chemin des blés passe aussi par la commune, c'est un parcours didactique balisé sur une centaine de kilomètres à parcourir étape par étape.

## Politique

### Municipalité
La municipalité est composée de 5 membres élus et dirigée par un syndic pour une durée de 5 ans. Elle est l'organe exécutif de la commune.

#### Syndic
| Période | Période | Identité        | Étiquette | Qualité |
| ------- | ------- | --------------- | --------- | ------- |
| 1990    | 2016    | Bernard Despont | ?         |         |
| 2016    |         | Guy Longchamp   | ?         | Avocat  |

### Conseil communal
Le Conseil communal d'Assens compte 40 membres, élus pour 5 ans au système majoritaire. Il est dirigé par un président et secondé par un secrétaire pour le législatif. Il est l'organe législatif. Il se réunit selon les nécessités, mais au minimum 2 fois par année (en juin et décembre).

### Statistiques des élections

#### Élections cantonales de 2011
Lors des élections cantonales au Grand Conseil de mars 2011, les habitants de la commune ont voté pour l'Alliance du centre à 25,93 %, l'Union démocratique du centre à 21,86 %, le Parti libéral-radical à 21,14 %, le Parti socialiste à 19,29 % et les Verts à 11,79 %.

#### Élections fédérales de 2011
Lors des élections fédérales suisses de 2011, la commune a voté à 22,60 % pour l'Union démocratique du centre. Les deux partis suivants furent le Parti socialiste suisse avec 19,56 % des suffrages et le Parti démocrate-chrétien avec 18,80 %.

### Jumelage
La commune est jumelée depuis le 6 octobre 2002 avec la commune de  Colombey-les-Deux-Églises (France).

## Population et société

### Gentilé et surnom
Les habitants de la commune se nomment les Asseniens.
Ils sont surnommés les Besaces ou les Bissacs (lè Besatse en patois vaudois), en référence à l'opulence de la région productrice de blé.

### Démographie

#### Évolution de la population
La commune compte 1 703 habitants au 31 décembre 2023 pour une densité de population de 318 hab/km2. Sur la période 2010-2023, sa population a augmenté de 17,0 % (canton : 18,6 % ; Suisse : 9,4 %).  

#### Pyramide des âges
En 2023, le taux de personnes de moins de 30 ans s'élève à 33,6 %, au-dessous de la valeur cantonale (34,6 %). Le taux de personnes de plus de 60 ans est quant à lui de 20,6 %, alors qu'il est de 22,5 % au niveau cantonal.
La même année, la commune compte 870 hommes pour 833 femmes, soit un taux de 51,1 % d'hommes, supérieur à celui du canton (49,1 %).
| Hommes | Classe d’âge | Femmes |
| ------ | ------------ | ------ |
| 0,2    | 90 ans ou +  | 0,7    |
| 6,0    | 75 à 89 ans  | 6,7    |
| 14,3   | 60 à 74 ans  | 13,3   |
| 21,6   | 45 à 59 ans  | 24,1   |
| 22,6   | 30 à 44 ans  | 23,3   |
| 15,6   | 15 à 29 ans  | 15,7   |
| 19,7   | - de 14 ans  | 16,1   |

| Hommes | Classe d’âge | Femmes |
| ------ | ------------ | ------ |
| 0,6    | 90 ans ou +  | 1,4    |
| 6,5    | 75 à 89 ans  | 8,7    |
| 13,5   | 60 à 74 ans  | 14,3   |
| 20,9   | 45 à 59 ans  | 20,9   |
| 22,3   | 30 à 44 ans  | 21,7   |
| 19,6   | 15 à 29 ans  | 17,7   |
| 16,6   | - de 14 ans  | 15,3   |

## Économie
Si l'économie locale est restée principalement tournée vers l'agriculture et l'arboriculture fruitière jusque dans la seconde moitié du XXe siècle, ces activités ne représentent aujourd'hui plus qu'une part mineure des emplois locaux.
Outre un moulin sur le cours du Talent et une grande entreprise de jardinage au nord du village, de nombreuses entreprises se sont installées sur le territoire communal depuis les années 1970, dont plusieurs entreprises de construction, une fabrique d'outils agricoles et une imprimerie. Durant ces dernières décennies, le village s'est transformé avec la création de nouvelles zones résidentielles, habitées par des personnes travaillant principalement dans la région lausannoise.

## Culture et patrimoine

### Patrimoine bâti
- L'église Saint Germain (actuel temple) a été bâtie à la fin du XIIe siècle/début du XIIIe siècle. Elle est agrandie en 1453-1454 et son clocher-porche date de 1717. De 1619 à 1845, elle servit aux cultes catholiques et protestants. L'édifice se compose d'une nef et d'un chœur rectangulaire à deux travées. Les murs de la nef sont décorés de fresques gothiques datant du XVe siècle. Une grille en fer forgé de 1696 sépare la nef du chœur qui abrite un autel baroque avec retable polychrome dédié à la Vierge de 1649-1650, œuvre du sculpteur fribourgeois J.F. Reyff (biens culturels d'importance régionale) [8],[16],[17]. Fait rare, l'église comporte encore deux chaires à prêcher, une pour les catholiques, une pour les protestants. On ne trouve plus guère d'équivalent que dans l'église de Villars-le-Terroir, mais cet agencement existait anciennement aussi dans les églises de Bottens et d'Échallens[18].
- L'église catholique, dédiée à Saint Germain, est un majestueux édifice néoclassique élevé en 1842-1845 par l'architecte Henri Perregaux, qui est, au XIXe siècle, l'une des rares églises vaudoises à avoir été autorisée, dès sa construction, à disposer d'un clocher[19]. Inscrite à l'inventaire cantonal du patrimoine en 1991[20]. (biens culturels d'importance régionale)[8].
- Les croix dites « de rogations ». Réparties aux alentours du village. Dans les siècles passés, on y implorait Dieu de faire fructifier les récoltes [21].

### Armoiries
| Armes d'Assens | Les armes de la commune d'Assens se blasonnent ainsi : De sinople à la gerbe d'or accompagnée en chef de deux croix tréflées du même . Adoptées en 1930, ces armoiries symbolisent par les deux croix l’instauration d’un régime religieux mixte avec une seule église pour les deux confessions. La gerbe de blé évoque quant à elle les travaux des champs. |